# Absorptionskoeffizient
Der Absorptionskoeffizient, auch Dämpfungskonstante oder linearer Schwächungskoeffizient, ist ein Maß für die Verringerung der Intensität elektromagnetischer Strahlung beim Durchgang durch ein gegebenes Material. Er wird in der Optik und in Bezug auf Röntgenstrahlung und Gammastrahlung verwendet. Sein übliches Formelsymbol ist in der Optik {\displaystyle \alpha } oder {\displaystyle \alpha '}, bei Röntgen- und Gammastrahlung {\displaystyle \mu }. Seine Dimension ist 1/Länge, die übliche Einheit 1/cm. Ein großer Absorptionskoeffizient bedeutet, dass das Material die betrachtete Strahlung relativ stark abschirmt, ein kleiner dagegen, dass es durchlässiger für die Strahlung ist.
In der Bezeichnung Absorptionskoeffizient ist der Begriff Absorption nicht im engeren Sinn der Abgabe von Strahlungsenergie an das Medium zu verstehen. Zur hier gemeinten Intensitätsabnahme (Extinktion) tragen vielmehr auch Streuprozesse bei, die die Strahlung nur aus ihrer Richtung ablenken.

## Anwendung
Gemäß dem Lambert-Beerschen Gesetz klingt die Intensität {\displaystyle I} nach Durchlaufen eines Absorbers der Dicke {\displaystyle z} bzw. in einer Eindringtiefe {\displaystyle z} exponentiell ab:
{\displaystyle {\begin{aligned}I(z)&=I_{0}\cdot e^{-\alpha z}\\&=I_{0}\cdot \exp \left(-2n''\,{\frac {\omega }{c}}\,z\right)\end{aligned}}}
mit
- der eingestrahlten Intensität {\displaystyle I_{0}}
- dem Absorptionskoeffizienten {\displaystyle \alpha =2n''\,{\frac {\omega }{c}}}
  - dem Extinktionskoeffizienten {\displaystyle n''} des Materials
  - der Kreisfrequenz {\displaystyle \omega } der verwendeten Strahlung (hängt mit deren Energie zusammen)
  - der Lichtgeschwindigkeit {\displaystyle c}.

### Herleitung
Ersetzt man in 
{\displaystyle {\vec {E}}={\vec {E}}_{0}\cdot e^{i\left[{\vec {k}}\,{\vec {r}}-\omega t\right]}={\vec {E}}_{0}\cdot e^{i\left[kz-\omega t\right]}}
die Kreiswellenzahl {\displaystyle k} aus dem Wellenvektor {\displaystyle {\vec {k}}=k\,{\hat {e}}_{z}} wie folgt
{\displaystyle k={\frac {\omega }{c}}n={\frac {\omega }{c}}(n'+\mathrm {i} n'')},
(darin ist {\displaystyle n} der komplexe Brechungsindex)
so erhält man:
{\displaystyle {\begin{aligned}{\vec {E}}&={\vec {E}}_{0}\cdot e^{\mathrm {i} \left[(n'+\mathrm {i} n''){\frac {\omega }{c}}z-\omega t\right]}\\&={\vec {E}}_{0}\cdot e^{-n''{\frac {\omega }{c}}z}\cdot e^{\mathrm {i} \left[n'{\frac {\omega }{c}}z-\omega t\right]}\end{aligned}}}
Es gilt {\displaystyle I\propto |E|^{2}}.

### Extinktionskoeffizient und Absorptionsindex
Aus dem Absorptionskoeffizienten einer Probe lassen sich der Extinktionskoeffizient {\displaystyle n''} und der Absorptionsindex {\displaystyle \kappa ={\frac {n''}{n'}}} berechnen:
{\displaystyle \alpha \,{\frac {c}{2\omega }}=n''=n'\cdot \kappa }

## Röntgen- und Gammastrahlung
Als Faustregel für Photonenenergien über 50 keV gilt: Je höher die Energie, weniger dicht das Material und kleiner die Kernladungszahl des Materials, umso geringer ist der lineare Schwächungskoeffizient.
Auch bei niedrigeren Energien steigt {\displaystyle \mu } mit der Kernladungszahl Z des Materials steil an (proportional zur 4. Potenz). Deshalb ist Blei mit seiner hohen Dichte das bevorzugte Material für Abschirmungen.
Für praktische Zwecke wird oft der Massenschwächungskoeffizient bevorzugt. Er ergibt multipliziert mit der Dichte des Materials den linearen Schwächungskoeffizienten.